# Höna-Pöna
Höna-Pöna är ett svenskt barnprogram som sändes i SVT, med start 1994. Höna-Pöna skapades av Eva Funck  med illustrationer av Johannes Schneider.  Höna-Pöna sändes på Bolibompa och Björnes Magasin. Serien handlar om den nyfikna hönan Höna-Pöna och hennes hem och hennes vänner. En av vännerna är jordhögen Jordson.

### Fotnoter
1. ↑  ”Svensk mediedatabas”. http://smdb.kb.se/catalog/search?q=H%C3%B6na+P%C3%B6na&sort=OLDEST. Läst 27 april 2011.